# Bakatonosama Mahjong Manyuki
Bakatonosama Mahjong Manyuki (バカ殿様麻雀漫遊記,) es un videojuego de mahjong creado para la placa Neo-Geo de SNK por la compañía Monolith en 1991 que se ha inspirado en el show de televisión de bakatono-sama un programa muy popular y cómico exitoso en su país parte de la trama así como la secuencia introductoria toman influencia del show original es de los pocos shows que se mantienen vivos hasta la época siendo de los más lóngevos.
Este es considerado un misterio en Japón y produjeron sin obtener el permiso de hacer uso de la imagen de shimura ken

## Argumento
La trama del juego va en torno al un personaje llamado bakatono, se encontraba aburrido en su palacio empieza a emprender un largo viaje en para saciar su curiosidad y su aburrimiento buscando a las mujeres más bonitas del lugar y mediante Mahjong iremos avanzando en la trama ya que es la herramienta por la que básicamente se centra el videojuego este juego tiene como característica que es de contenido erótico  los oponentes son mujeres hombres seres infernales y del más allá las mujeres una vez derrotadas se obtienen unos retratos de ellas en posiciones sugerentes y provocativas como recompensa.  
La dificultad del juego es muy alta (esto a se debe al desconocimiento del Mahjong por parte del jugador) y sin embargo se considera una reliquia. Finalmente bakatono vuelve a su castillo después de haber recorrido y de haber conocido a las chicas más vibrantes y bonitas de cada lugar.
existe constancia y documentación detallada de jugadores que han jugado al juego y que han podido hacer posible transmitir el argumento de este juego.
Muy pocos han sido los jugadores que han podido pasarse el juego

## Jugabilidad
La jugabilidad va en torno al juego de mesa de mahjong (el estilo de juego riichi) la dinámica de la partida es de forma progresiva de modo que vayas derrotando a tus rivales en el tablero del mahjong podemos hacer todo tipo de combinaciones contra nuestro rival si están disponibles se mostrarán de color amarillo de lo contrario se mostrara en rojo los continues van en conforme la cantidad de créditos o los que pongas en el marcador en caso de ser un emulador el soundtrack cambia constantemente durante toda la partida una vez ganado es cuando recibimos nuestra "recompensa" el juego alberga un tipo de moneda del cual luego puede ser usado para intercambiarlo con el mercader más cercano  el juego nos da la elección de hacerlo o no lo mejor es guardar dinero en los primeros asaltos del juego para más adelante poder obtener power-ups que van a repercutir en la jugabilidad te da elegir por distintas rutas esto te da la posibilidad por querer avanzar en la trama o querer estar embarcado en alguna ruta de comerciantes estos comerciantes puede ofrecerte power ups o jugar entre los distintos minijuegos que ofrece el título
El puntaje de este juego es acumulativo y por tanto son usados como moneda de cambio para poder comprar power ups en el juego si obtenemos un puntaje en rojo el juego se termina aunque existe cierto power up que aunque tengas el puntaje negativo te permite otra oportunidad 
De entre los power up de este juego que nos podemos encontrar son:
- Evitar un enfrentamiento
- Obtener una ficha ventajosa
- la inteligencia artificial encuentra en tu mano un combinación y la activa por ti
- prevenir pérdida de puntos
- tener una segunda oportunidad tras haber perdido